# Scolopendra labiata
Scolopendra labiata är en mångfotingart som beskrevs av Carl Ludwig Koch 1863. Scolopendra labiata ingår i släktet Scolopendra och familjen Scolopendridae. Inga underarter finns listade i Catalogue of Life.